# 对穗草属
对穗草属（学名：Garnotia），又稱葛氏草屬、耳稃草屬，是禾本科下的一个属，为一年生或多年生草本植物。该属共有约30种，分布于印度、马来西亚和东亚。